# Obzidje Fesa
Obzidje Fesa obsegajo zapleten krog obzidij in vrat, ki obkrožajo Fes el-Bali in Fes el-Dždid, dve mestni aglomeraciji, ki sestavljata staro medino Fesa v Maroku. Vključujejo tudi številne kazbe (citadele) in utrdbe, ki so bile zgrajene za zaščito in nadzor mesta. Te utrdbe so bile zgrajene skozi stoletja in obsežni ostanki danes izvirajo iz različnih obdobij.
Mestno obzidje je skozi stoletja prestalo kompleksen razvoj z več fazami širjenja, uničenja in rekonstrukcije, ki so vplivale na različne dele obrisa mesta. Prav tako se mestna vrata zelo razlikujejo po zasnovi in datumu, od močno utrjenih obrambnih vrat do preprostih odprtin v današnjem obzidju. Obzidje je označevalo fizične in simbolne meje mesta (in včasih tudi njegovih pododdelkov) in kot taka so lahko sama vrata pridobila dodaten družbeni ali politični pomen. Glavna mestna pokopališča so tik pred glavnimi vrati, zlasti: Bab Ftouh, Bab Mahrouk in Bab Guissa.

## Vloga mestnega obzidja
Kot pri drugih predmodernih mestnih obzidjih je tudi obzidje Fesa služilo tako obrambni kot nadzorni funkciji. Varovali so mesto pred napadi in preprečevali tujce. Mestna vrata so bila ponoči običajno zaprta in zaklenjena; popotniki na splošno ne bi mogli vstopiti v mesto ob pozni uri. Obzidje in vrata so prav tako nadzorovali prihode in odhode prebivalcev mesta in preprečili, da bi kdo zapustil mesto, če bi oblasti želele. Ena od njihovih najpomembnejših funkcij pri nadzoru dostopa je bila nadzor pretoka blaga in zagotavljanje pravilne obdavčitve. To je zagotovilo učinkovito pobiranje prihodkov v imenu oblasti (ob upoštevanju, da so bili vsi pomembni suki (tržnice) znotraj mesta). Nazadnje, bolj subtilna ali simbolična funkcija mestnega obzidja je bila formalna določitev meja mestnega prostora, znotraj katerega bi lahko veljala določena pravila, načela ali predpisi.
S pojavom smodnika je srednjeveško obzidje postalo deloma odveč kot vojaška obramba pred drugimi vojskami; vendar so ostali v bistvu nespremenjeni v naslednjih stoletjih in niso bili obnovljeni ali preoblikovani za zaščito pred topništvom. To je delno zato, ker je bil Fes osrednje mesto v notranjosti in se je redko soočalo z zunanjimi grožnjami vojsk, opremljenih s takim orožjem, za razliko od atlantskih obalnih mest v Maroku, ki so jih portugalske in španske sile pogosto ogrožale ali zasedale. Samo enkrat je Fes zavzela tuja vojska: Osmani so ga s pomočjo preživelega iz rodbine Vatasid leta 1554 zavzeli za manj kot eno leto, preden so ga maroški Saadijci zavzeli nazaj. Saadijci so pozneje zgradili edine trdnjave v Fesu, ki so bile zasnovane tako, da so se uprle tehnologiji smodnika, in zdi se, da so bile tudi te bolj namenjene uvedbi Saadijskega nadzora nad pogosto uporniškim mestom. Nasprotno pa so bili lokalni beduini ali drugi morebitni roparji s podeželja le redko opremljeni z topništvom, zato so obstoječi zidovi zadostovali za obrambo pred njimi.
Obzidje je še naprej opravljalo svojo bolj upravno funkcijo. Mestna vrata so zato veljala za bolj formalna in dekorativna, včasih so služila kot monumentalni vstopi v mesto; gradnjo strogo okrasnih vrat Bab Bou Dželud v 20. stoletju s strani francoske kolonialne uprave lahko razumemo kot logičen rezultat tega premika v namenu.

## Metode gradnje in vzdrževanje
Obzidje Fèsa, tako kot obzidje Marakeša in večine zgodovinskih mest v Maroku, je bilo na splošno zgrajeno iz nabite zemlje, starodavne gradbene tehnike, ki jo najdemo po Bližnjem vzhodu, v Afriki in drugod. Znan je tudi kot pisé (iz francoščine) ali tabia (iz arabščine). Na splošno je uporabljal lokalne materiale in je bil široko uporabljen zaradi nizkih stroškov in relativne učinkovitosti. Ta material je bil sestavljen iz blata in prsti različne konsistence (vse od gladke gline do kamnite prsti), običajno pomešane z drugimi materiali, kot sta slama ali apno za pomoč pri oprijemu. Dodatek apna je tudi na splošno naredil zidove trše in bolj odporne, čeprav se je to lokalno razlikovalo, saj je bila na nekaterih območjih zemlja, ki se je sama dobro strdila, na drugih pa ne. (Na primer, zidovi Fesa in bližnjega Meknesa vsebujejo do 47 % apna v primerjavi s približno 17 % v Marakešu in 12 % v Rabatu.) Tehnika je še vedno v uporabi, čeprav se sestava in razmerje teh materialov sčasoma spreminjata, saj so nekateri materiali (kot je glina) postali relativno dražji od drugih (kot je gramoz).
Stene so bile zgrajene od spodaj navzgor po plasteh. Delavci so stisnili in zapakirali material v odseke, debele od 50 do 70 cm, od katerih so vsakega začasno držale skupaj lesene deske. Ko se je material usedel, so lahko lesene deske odstranili in postopek ponovili na vrhu predhodno dokončane ravni. Ta postopek začetnega lesenega opaža pogosto pušča sledi v obliki več vrst majhnih lukenj, ki so vidne na sprednji strani sten. V mnogih primerih so stene prekrili s premazom iz apna, štukature ali drugega materiala, da so dobili gladko površino in bolje zaščitili glavno strukturo.
Ta vrsta konstrukcije je zahtevala dosledno vzdrževanje, saj so materiali razmeroma prepustni in jih dež sčasoma lažje razjeda; v delih Maroka (zlasti v bližini Sahare) lahko kazbe in druge strukture, izdelane z manj trpežno sestavo (običajno brez apna), začnejo razpadati v manj kot nekaj desetletjih po tem, ko so bile opuščene. Stare strukture tega tipa kot take ostanejo nedotaknjene le, če se nenehno obnavljajo; nekateri odseki obzidja so danes zaradi rednega vzdrževanja videti popolnoma novi, drugi pa propadajo.

## Zgodovinski razvoj mestnega obzidja

### Zgodnja zgodovina Fesa: dvojno mesto
O natančnih podrobnostih ustanovitve Fesa razpravljajo sodobni učenjaki, ki temeljijo na včasih nasprotujočih si zgodovinskih virih. Čeprav se datumi nekoliko razlikujejo, se vsi zapisi strinjajo, da je Idris I. ustanovil prvo urbano naselbino, Madinat Fas, na vzhodni obali Oued Fes (reka Fes; zdaj imenovana tudi Oued Bou Krareb), medtem ko je njegov sin Idris II. ustanovil drugo naselbino, al-'Alija, na zahodnem bregu. Zgodovinski viri se strinjajo, da sta ti dve zgodnji mesti imeli svoje obzidje, svoje ločene mošeje in ustanove ter sta bili pogosto tekmeca. To mestno središče je kljub temu služilo kot glavno mesto Idrisidov in je ostalo eno glavnih mest Maroka tudi po zatonu Idrisidov.

### Almoravidsko in almohadsko obdobje: združitev obeh mest
Leta 1069 je almoravidski emir Jusuf ibn Tašfin ukazal porušiti obzidje obeh mest in zgraditi novo obzidje okoli obeh mest, s čimer ju je prvič združilo. Čeprav so Almoravidi svojo prestolnico postavili v Marakešu, je bil Fes eno njihovih najpomembnejših mest. Zgradili so utrjeno kazbo (citadelo) na vzhodnem koncu mesta, verjetno na istem mestu kot poznejša kazba Bou Dželud.
Leta 1145 je almohadski voditelj Abd al-Mumin oblegal in osvojil mesto med almohadskim strmoglavljenjem Almoravidov. Zaradi srditega odpora lokalnega prebivalstva so Almohadi porušili mestne utrdbe. Vendar pa je zaradi nenehnega gospodarskega in vojaškega pomena Fesa almohadski kalif Jakub al-Mansur ukazal rekonstrukcijo obzidja. Obzidje je dokončal njegov naslednik Mohamed al-Nasir leta 1204, jim dal dokončno obliko in določil obod Fes el-Bali do danes. (Čeprav je po mnenju drugega avtorja obnovo obzidja ukazal Mohamed al-Nasir leta 1212 po porazu pri Las Navas de Tolosa v Španiji.) V tem času so bila zgrajena številna glavna mestna vrata. Ker je mesto medtem zraslo, je bil novi almohadski obseg obzidja večji od nekdanjega almoravidskega obzidja. Tako kot druga maroška obzidja je bilo zgrajeno iz zbite zemlje s kamnitimi temelji in je bilo okrepljeno s pravokotnimi stolpi. Almohadi so prav tako zgradili kazbo Bou Dželud na mestu nekdanje kazbe Almoravidov na zahodnem koncu mesta (danes zahodno od Bab Bou Dželuda), prav tako so zgradili začetno kazbo na mestu sedanje kazbe an-Nouar.:109 Vse ozemlje znotraj mestnega obzidja ni bilo gosto poseljeno; velik del je bil še razmeroma odprt in je bil zaseden s pridelki in vrtovi, ki so jih uporabljali prebivalci.
Danes velja, da so severni deli mestnega obzidja Fes el-Bali najstarejši preostali deli obzidja Fesa in naj bi segali vse do obdobja Almohadov. Utrjena mestna vrata Bab Mahrouk in Bab Guissa prav tako ohranjajo svoje oblike iz obdobja Almohadov.

### Marinidsko obdobje: nastanek Fes el-Dždida
Leta 1248 so Marinidi pod vodstvom Abu Jahje osvojili Fes in izgnali Almohade. Leta 1250, medtem ko je bil sultan na pohodu, so se prebivalci Fesa uprli in mesto je bilo treba po 9-mesečnem obleganju ponovno osvojiti. Morda zaradi tega ponavljajočega se niza upora in odpora, se je marinidski sultan Abu Jusuf Jakub leta 1276 odločil zgraditi popolnoma novo kraljevsko mesto zahodno od starega mesta, na višjem delu nad njim. To je postalo znano kot Fes el-Dždid ('Novi Fes') in je vključevalo kraljevo palačo sultanov (Dar al-Makzen), upravne četrti države in poveljstvo vojske.
Fes el-Dždid je imel svoj niz utrjenih zidov in vrat. Njegov severni vhod, na začetku ceste v Meknes, je bil sestavljen iz utrjenega mostu (danes Stari Mečuar) čez Oued Fes. Ta most je bil postavljen med dvemi vrati: Bab es-Sebaa (sedanji Bab Dekakin) in Bab el-Kantara (ali Bab el-Oued; zdaj nadomeščena z vrati Dar al-Makzen). Južna mestna vrata, Bab 'Ojun Sanhaja (kasneje Bab Semarine), in zahodna vrata, Bab Agdal, so imela podobno obrambno zasnovo z Bab es-Sebaa, saj so imela upognjen vhod in bočne stolpe. V notranjosti je bilo mesto nadalje razdeljeno na različna okrožja, od katerih so nekatera, vključno z Dar al-Makzenom, imela obzidje in vrata, ki so jih ločevala od drugih. Drugo okrožje, sprva znano kot Hims in kasneje spremenjeno v judovsko Melah, je bilo prav tako dodano južno od Bab Semarine, med notranjim in zunanjim obzidjem mesta na tej strani.
Večji del zunanjega oboda Fes el-Dždida je bil zaščiten z nizom dvojnih sten; visoko notranje obzidje s težkimi kvadratnimi stolpi v enakomernih razmakih in manjše zunanje obzidje z manjšimi stolpi. Danes je prvotni del teh zidov dobro ohranjen med vrtovi Lalla Mina in Agdal, znotraj oboda Dar al-Makzena. Zdi se, da se je na severni strani mesta manjše zunanje obzidje dejansko razširilo navzven od mesta, da bi zaprlo ogromen vrt Mosara, kraljevi vrt užitkov, ki so ga leta 1287 ustvarili Marinidi in je velik skoraj tako kot samo mesto. Dvignjen akvadukt, ki je oskrboval ta vrt z vodo, je potekal med Bab Dekakinom in vrati Bab Segma na severu (sestavljen iz dveh masivnih osmerokotnih stolpov, ki ju vidimo še danes), kasneje pa je bil vključen v veliko novejše obzidje Novi Mečuar.
Vzhodno obrobje Fes el-Dždida, obrnjeno proti Fes el-Bali, je bilo močneje utrjeno: notranje in zunanje obzidje sta bili enako masivni, med njima pa je potekal dolg vojaški koridor za premike čet. Dodatna utrdba na tej strani je razlagala, da kaže, da je bila obramba kraljevega mesta toliko namenjena zaščiti režima pred nemirnimi prebivalci starega Fesa, kot je bila namenjena obrambi pred zunanjimi vsiljivci. Kljub temu so Marinidi obnovili in popravili tudi obzidje mesta Fes el-Bali, poleg tega pa so svojo pozornost posvetili gradnji prestižnih medres in drugih okraskov v starem mestu. Razcvet Marinidov se je tako prevedel v zlato dobo tudi za Fes.
Danes so zidovi in vrata Fes el-Dždida v veliki meri še vedno iz marinidskega obdobja, na splošno iz prvotne gradnje Abu Jusufa Jakuba. Vendar pa so bili nekateri deli v preteklih letih razširjeni, zlasti tisti v Dar al-Makzenu, ki so bili večkrat razširjeni, da so lahko sprejeli nove vrtove in razširitve palače.

### Saadijevo obdobje: nadzor nad Fesom
Po zatonu Marinidov in njihovih naslednikov Vatasidov je Fes vstopil v obdobje relativne teme. Saadijski sultan Mohamed aš-Šeik je leta 1549 po močnem odporu oblegal in osvojil Fes. Leta 1554-55 je preživeli član rodbine Vatasid ponovno vzpostavil nadzor nad Fesom in Saadijci so bili prisiljeni ponovno oblegati in nemudoma ponovno osvojiti Fes. Ob ponovnem zavzetju mesta so se oblasti maščevale nekaterim lokalnim voditeljem in slabo ravnale s splošnim prebivalstvom, kar je še okrepilo sovražnost prebivalcev do nove dinastije. Verjetno kot posledica te vztrajne napetosti so Saadijci zgradili številne nove utrdbe in bastijone okoli mesta, katerih cilj je, kot kaže, ohraniti nadzor nad lokalnim prebivalstvom. Večinoma so bili nameščeni na višjih legah s pogledom na Fes el-Bali, od koder bi lahko zlahka obstreljevali mesto s topovi. Sem spadajo Kazba Tamdert, tik znotraj mestnega obzidja blizu Bab Ftouha, in utrdbe Bordž Nord (Borj al-Šamali) na hribih na severu, Bordž Sud (Borj al-Džanub) na hribih na jugu in Bordž Šeik Ahmed na zahodu, na točki v obzidju Fes el-Dždid, ki je bila najbližje Fes el-Baliju. Te je zgradil v poznem 16. stoletju, večinoma jih je zgradil sultan Ahmed al-Mansur. Dva druga bastijona, Bordž Tvil in Bordž Sidi Bou Nafa', sta bila prav tako zgrajena ob obzidju Fes el-Dždida južno od Bordž Šeik Ahmeda. Bordž Nord, Bordž Sud in ti bastijoni Fes el-Dždid so edine utrdbe v Fesu, ki kažejo jasen evropski (najverjetneje portugalski) vpliv v svoji zasnovi, posodobljeni, da služijo kot obramba v dobi smodnika. Nekateri od njih so bili morda zgrajeni s pomočjo krščanskih evropskih vojnih ujetnikov po zmagi Saadijcev nad Portugalci v bitki pri treh kraljih leta 1578.

### Alavijsko obdobje: povezovanje Fes el-Dždida s Fes el-Balijem
Ustanovitelj rodbine Alavi, Mulaj Rašid, je leta 1666 zavzel Fes in ga naredil za svojo prestolnico. Lotil se je obnove mesta po dolgem obdobju zanemarjanja. Zgradil je Kazbo Čerarda (znano tudi kot Kazbah al-Kemis) severno od Fes el-Dždida in kraljeve palače, da bi nastanil velik del svojih plemenskih čet. Prav tako je obnovil ali ponovno zgradil tisto, kar je postalo znano kot Kazba an-Nuar, ki je postalo bivalni prostor njegovih privržencev iz regije Tafilalt (domovina prednikov rodbine Alavi). Zaradi tega je bila kazba znana tudi kot Kazba Filala ('Kasba ljudi iz Tafilalta').
Po smrti Mulaj Rašida je Fes prestal še eno temno obdobje, toda od vladavine Mulaja Mohameda ibn Abdalaha naprej je ponovno pridobil svojo moč in ugled. Alavijci so nadaljevali z obnovo ali restavriranjem različnih spomenikov ter večkrat razširili ozemlje kraljeve palače. Zadnja in najpomembnejša sprememba topografije Fesa je bila narejena med vladavino Mulaj Hasana I. (1873-1894), ki je končno povezal Fes el-Dždid in Fes el-Bali z izgradnjo obzidanega hodnika med njima. Znotraj tega novega koridorja med obema mestoma so ležali novi vrtovi in poletne palače, ki so jih uporabljali kraljevi in visoka družba prestolnice, kot so vrtovi Džnan Sbil.
Tudi obris Fes el-Dždida (in kraljeve palače v njem) je bil v tem obdobju večkrat spremenjen. V 19. stoletju so ustanovitev obsežnih vrtov Agdal na zahodu in dodajanje Bab Bou Džat Mečuarja in Novega Mečuarja na severu razširila obseg mesta in zahtevala preusmeritev reke Oued Fes še bolj proti severu.

## Kazbe in utrdbe
V mnogih obdobjih so po mestu zgradili številne trdnjave in utrjene ograde. Izraz kazba (arabsko قَـصَـبَـة, latinizirano: qaṣabah) je bil uporabljen za označevanje velikega števila utrjenih ograjenih prostorov, od majhnih garnizijskih utrdb do večjih citadel, od katerih so mnoge poimenovane po etničnem ali geografskem poreklu vojakov, ki so bili tam nameščeni. Izraz bordž (arabsko برج), ki na splošno pomeni 'stolp', se je uporabljal za številne močno utrjene vojaške strukture in bastijone, zlasti tiste iz Saadijevske dobe. Sledi seznam najpomembnejših struktur katere koli vrste:
- Kazba Bou Dželud: ta kazba danes ni več utrjena, vendar ohranja svoj odtis v tlorisu območja, ki vključuje mošejo Bou Dželud iz obdobja Almohadov. Nekoč je bila citadela Almoravidov in nato Almohadskih oblasti ter se je še naprej uporabljala kot guvernerjevo prebivališče vse do 20. stoletja.
- Kazba an-Nuar: znana tudi kot Kazba Filala, izhaja iz obdobja Almohadov in Alavijcev.
- Kazba Čerarda: znana tudi kot Kazba al-Kemis, izhaja iz obdobja Alavi.
- Kazba Tamdert: blizu vrat Bab Ftouh na jugovzhodu izhaja iz obdobja Saadijcev.
- Bordž Nord: za utrdba nosi najbolj jasne znake evropskega vpliva v svoji strukturi in stoji na hribih severno od mesta, blizu Marinidskih grobnic. Danes je v njem muzej orožja.
- Bordž Sud: "sestra" Borj Nord, stoji na hribih, ki gledajo na Fes el-Bali z juga.[3]
- Bastijoni Fes el-Dždid: te tri ogromne stolpe so zgradili Saadijci vzdolž vzhodnega in jugovzhodnega vogala obzidja Fes el-Dždid.
- Bordž Šeik Ahmed: najsevernejši in najvzhodnejši bastijon, ta je bil zgrajen na vogalu obzidja, ki je najbližje Fes el-Bali. Danes ga je mogoče vidno videti tudi s pogledom na južni rob vrtov Džnan Sbil.
- Bordž Tvil: jugovzhodni bastijon, ki stoji med drugima dvema.
- Bordž Sidi Bou Nafa': najjužnejši bastijon, ki je na južni strani nekdaj vrat Bab Džiaf (znan tudi kot Bab Sidi Bou Nafa; zdaj ga zavzema glavna cesta).

- Kazba an-Nuar (zunanji pogled z juga)
- Kazba Čerarda (vhodna vrata)
- Bordž Nord
- Bordž Sud
- Bordž Šeik Ahmed

## Mestna vrata
V Fes el-Bali in Fes el-Dždid so številna vrata različnega pomena, od monumentalnih vojaških struktur do preprostih odprtin v zidu. Spodaj so navedeni.

### Vrata Fes el-Bali
Vrata Fes el-Bali so naslednja:
- Bab Mahruk: zgodovinsko glavni zahodni vhod v mestno obzidje, zgrajen v zgodnjem 13. stoletju med vladavino Mohameda al-Nasirja, v arhitekturnem slogu Almohadov. Obstaja poleg pokopališča Bab Mahruk in Kazba an-Nuar.[16] Njihovo ime pomeni Vrata požganih.
- Bab Bou Dželud: današnji glavni zahodni vhod v Fes el-Bali (so vzhodneje od Bab Mahruka) in ikonični spomenik medine v Fesu. Zgrajena so bila leta 1913 na začetku francoske kolonialne vladavine in so nadomestila starejša in skromnejša vrata z istim imenom.[17]
- Bab Ftouh: Glavna jugozahodna vrata Fes el-Bali. V svoji sedanji obliki izvirajo predvsem iz obdobja Almohadov (12.–13. stoletje).[18] V bližini je pokopališče Bab Ftouh in Kazba Tamdert.
- Bab Guissa: Glavna severovzhodna vrata Fes el-Bali, prav tako v sedanji obliki iz obdobja Almohadov (12.–13. stoletje).[19] Prvotna monumentalna vrata, ki še vedno stojijo, imajo upognjen vhod, vendar so bila kasneje odprta majhna stranska vrata, ki danes omogočajo lažji neposredni dostop. Zraven je mošeja Bab Guissa.
- Bab el-Hadid: Ta vrata so v jugozahodnem delu mestnega obzidja. Pred 20. stoletjem to območje starega mesta ni bilo gosto pozidano in je bilo v glavnem zasedeno z vrtovi in dvorci za premožnejše prebivalce Fesa. Posledično do njega večino njegove zgodovine ni vodila nobena večja cesta.
- Bab Dždid: kar pomeni 'Nova vrata', so bila ta vrata na južnem koncu mesta blizu izhoda Oued Bou Krareb (osrednja reka, ki ločuje okrožji Karauin in Andalus). Tako kot Bab el-Hadid zgodovinsko gledano niso bila glavna vrata zaradi redko poseljene zemlje za njimi. Danes območje nekdanjih vrat prečka ena od edinih večjih cest, po kateri lahko avtomobili in avtobusi pridejo v osrednjo medino, ki vodi do trga Place R'Cif.[20] Od leta 2022 je na tem območju potekal velik gradbeni projekt za ustvarjanje dodatnih parkirišč za medino. Dokončanje projekta je bilo odloženo zaradi različnih razlogov, vključno z odkritjem starodavnega pokopališča na lokaciji med gradnjo.[21]
- Bab Sidi Bou Džida (ali Bab Sidi Boudžda): Današnja le majhna vrata so na severovzhodnem koncu mesta (na območju, kjer se je mestno obzidje rahlo izbočilo navzven) in so služila kot zunanji vhod v okrožje Kedane (ali Kedan). Najzgodnejša vrata na tem območju so se prvotno imenovala Bab Abi Sofjan, poznejša vrata pa so se imenovala tudi Bab Beni Msafer.
- Bab el-Hamra: Ta vrata, ki pomenijo 'Rdeča vrata' (ali morda 'Vrata Rdeče dame'), so bila malo zahodno od Bab Ftouha, vendar se zdi, da so do 16. stoletja že izginila. Njihovo ime se je ohranilo z imenom pokopališča Bab al-Hamra, ki so znotraj mestnega obzidja in zahodno od Bab Ftouha.
- Bab Kuka: znana tudi kot Bab Knisa ('Vrata cerkve'), so bila na vzhodnem/jugovzhodnem koncu mesta, severovzhodno od Bab Ftouha. Tako kot Bab al-Hamra so izginila že v 16. stoletju, tako da je na tem območju ostalo le njihovo ime kot toponim.
- Bab Čorfa: Vrata v kazsbo An-Nuar, citadelo na zahodnem koncu Fes el-Balija. Njihova trenutna oblika izvira iz 'alavijskega obdobja. Ime pomeni 'Šarifska vrata'.
- Bab Čems: ta preprost prehod je na zahodnem koncu trga Place Bou Dželud in na vzhodnem koncu obzidanega hodnika, ki vodi iz starega Mečuarja in Fes el-Dždida. Verjetno so jih prvič odprli v poznem 19. stoletju, ko je Mulaj Hasan I. zgradil hodnik. Bab Čems je francoska transliteracija Bab (al-)Šams, arabsko za 'Vrata sonca'. Ime je verjetno izhajalo iz majhne garnizijske postojanke ali utrdbe v bližini, čisto na zahodu, imenovane Kazba eč-Čems (ali Kazba aš-Šams). Čeprav imajo vrata danes tradicionalen koničast podkvast lok, so bila v 19. stoletju dejansko zgrajena v italijanskem ali neoklasicističnem slogu in so bila znana kot *Bab Campini, po italijanskem arhitektu, ki jih je zasnoval. Francoski uradniki v obdobju protektorata (20. stoletje) so jih pozneje preuredili v sedanji videz, da bi izbrisali tisto, kar so imeli za tuje vplive v lokalni maroški arhitekturi.[22]

- Bab Mahruk
- Bab Bou Dželud
- Bab Ftouh
- Bab Guissa
- Bab el-Hadid
- Bab Čorfa
- Bab Čems

### Vrata Fes el-Dždid
Vrata Fes el-Dždid so naslednja:
- Bab Semarine: Ta vrata so blizu judovske četrti (Melah), na južnem koncu Grande Rue (glavne ulice sever–jug) Fes el-Dždida. Iz leta 1276 so bila glavna južna vrata mesta v glavnem (ali notranjem) utrjenem obzidju in južni vhod v prvotna stanovanjska okrožja Fes el-Dždid. V začetku 20. stoletja so bila spremenjena.
- Bab al-Amer: Ta vrata prvotno izvirajo iz leta 1276 in so glavni zahodni vhod v Fes el-Dždid, in so blizu zahodnega konca judovskega Melaha. Bila so ob zunanjem južnem obzidju Fes el-Dždida (medtem ko so bila Bab Semarine ob močneje utrjenem notranjem obzidju).
- Bab Dekakin (ali Bab Dekakene):[23] So med starim Mečouarjem (ali Vieux Méchouar) in novim Mečuarjem (ali Nouveau Méchouar), neposredno nasproti severovzhodnega vhoda v Dar al-Makzen (kraljevo palačo).[24] Ime pomeni 'Vrata klopi'. Prvotno so bila znana kot Bab es-Sebaa ali Bab es-Seba' ('Vrata leva'). Izvirajo iz leta 1276 in so bila prvotno glavni severni vhod v Fes el-Dždid, preden so bila v poznem 19. stoletju in začetku 20. stoletja podvržen nekaterim spremembam.
- Bab Segma: Ta vrata so na območju med kazbo Čerarda in obzidjem Novega Mečuarja, ki sta označena z dvema masivnima osmerokotnima stolpoma iz marinidskega obdobja (s poznejšimi predelavami). Ta dva osmerokotna stolpa sta bila prvotno del vhoda v vrt Mosara, ogromen marinidski kraljevi vrt, ustanovljen leta 1287 severno od Fes el-Dždida. Vrtovi so bili obdani z lastnimi zidovi in so bili oskrbovani z vodo prek dvignjenega akvadukta, ki je potekal med Bab Dekakinom in Bab Segmo. Vrtovi so bili zapuščeni in so izginili po marinidskem obdobju, tako da sta ostala samo stolpa Bab Segma. Ime je pozneje prišlo od pobožne ženske po imenu Amina Sagma, ki je bila tu pokopana leta 1737 in je ostala kot toponim na območju, ki se včasih uporablja za novejši Bab Kibat es-Smen.[25]
- Bab Kbibat es-Smen: To so severna vhodna vrata v Novi Mečuar (zgodovinsko drugačna od Bab Segme, vendar včasih z istim imenom). Vrata so iz leta 1886, ko je Mulaj Hasan zgradil sosednji Dar al-Makina. Vrata so v drugem viru imenovana tudi kot Bab Mousiki.
- Bab Bou Džat: Nekdanji zahodni vhod v četrt Muldaj Abdalah v Fes el-Dždid, ki pa so ga v sodobnem času zaprli med širitvijo območja Dar al-Makzen.
- Bab Agdal: dobro ohranjena vrata iz obdobja Marinidov, verjetno iz leta 1276, ki so na severozahodnem vogalu današnjega vrta Lala Mina znotraj kraljeve palače. Ta vrata, ki ohranjajo marinidske obrambne značilnosti, kot je upognjen vhod, so bila prej zahodni vhod v Fes el-Dždid in v kraljevo palačo, vendar so postala odvečna, ko so na zahodni strani zgradili obsežne vrtove Agdal z lastnim nizom obzidij.
- Bab Džiaf (ali Bab Sidi Bou Nafa'): Danes ne stojijo več, to so bila vrata vzdolž zunanjega južnega obzidja Fes el-Dždida in so bila tik vzhodno od Bab Semarine. Območje nekdanjih vrat zdaj prečka glavna cesta za avtomobilski promet (Rue Bou Ksissat), ki poteka med Melah in Bab Semarine. Ime je še vedno ohranjeno kot toponim na tem območju, po njem pa je bil poimenovan tudi eden od bližnjih bastijonov Saadijcev.
- Bab Riafa (ali Bab Džbala): Za ta vrata bi lahko rekli, da pripadajo Fes el-Dždidu, natančneje, so v južnem zidu obzidanega hodnika, ki ga je v 19. stoletju zgradil Mulaj Hasan, da bi povezal Fes el-Dždid s Fes el-Bali. Prej je bilo mesto garnizije ali majhne kazbe, v kateri so bile nastanjene čete iz gorske regije Rif v severnem Maroku, zato ime pomeni 'Vrata Rifijcev' (Bab Džbala pomeni 'Vrata gore', verjetno še ena referenca na Rif).[26] Tam danes poteka glavna cesta (Avenue de l'UNESCO) skozi sodoben prehod.
- Bab el-Mellah: Ta vrata so znotraj najjužnejšega okrožja Fes el-Dždid, vzdolž glavne ulice. Označevala je mejo med sosesko Sidi Bou Nafa na vzhodu (so neposredno južno od Bab Semarine, blizu istoimenskega bordža ali bastijona) in judovske Melah na zahodu (nekdanje vojašnice sirskih lokostrelskih polkov marinidskega sultana). Prvotna vrata so imela, tako kot mnoga starejša vrata, upognjen vhod in so bila obdana z dvema velikima obrambnima stolpoma.

- Bab Semarine
- Bab al-Amer
- Bab Dekakin (Bab es-Sebaa)
- Bab Segma
- Bab Kbibat es-Smen
- Bab Riafa
- Bab el-Mela